# Madan Dulloo

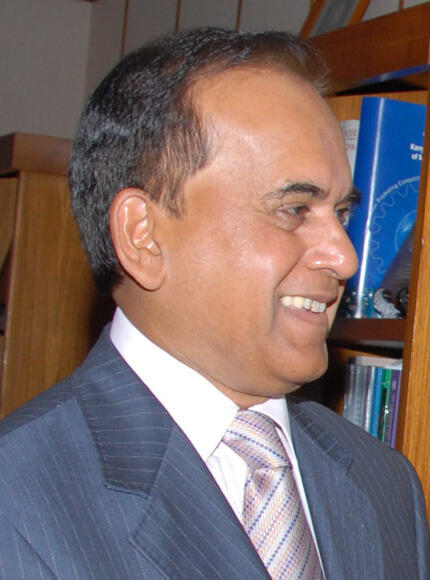
Madan Dulloo, 2007

Madan Murlidhar Dulloo (* 20. September 1949) ist ein Politiker der Mouvement Militant Mauricien aus Mauritius, der unter anderem 1986, 1990 und zwischen 2005 und 2008 Außenminister war.

## Leben
Dulloo wurde 1971 Vorsitzender des Rates des Distrikts Pamplemousses-Rivière du Rempart. Bei der Wahl vom 20. Dezember 1976 wurde er als Kandidat der Mouvement Militant Mauricien erstmals zum Mitglied der Legislativversammlung gewählt und vertrat in dieser beziehungsweise in der nach der am 12. März 1992 durch die Gründung der Republik Mauritius entstandenen Nationalversammlung bis zur Wahl vom 5. Mai 2010 34 Jahre lang ununterbrochen den Wahlkreis No.6 (Grand Baie/Poudre D’Or).
1986 wurde er erstmals in eine Regierung berufen und war zunächst kurzzeitig als Nachfolger von Anil Gayan Außenminister im Kabinett von Premierminister Anerood Jugnauth. Kurze Zeit später wurde er nach einer Kabinettsumbildung von Satcam Boolell und übernahm daraufhin zwischen 1986 und 1993 in der ersten Regierung Jugnauth das Amt des Ministers für Landwirtschaft, Fischerei und natürliche Ressourcen. Zugleich übernahm er als Nachfolger von Satcam Boolell 1990 abermals kurzzeitig das Amt des Außenministers und wurde kurz darauf von Jean-Claude de l’Estrac abgelöst. Zuletzt war er zwischen 1993 und 1994 Minister für Landwirtschaft und natürliche Ressourcen sowie zugleich Justizminister in der Regierung Jugnauth.
Bei den Wahlen vom 3. Juli 2005 gewann das Wahlbündnis Alliance Sociale, der sich Dulloo angeschlossen hatte, 49 Prozent der Stimmen und 42 der 70 Sitze in der Nationalversammlung, während die aus Mouvement Socialiste Militant (MSM) und Mouvement Militant Mauricien (MMM) bestehende bisher regierende Koalition von Premierminister Paul Bérenger 43 Prozent und 24 Mandate erhielt. Jeweils zwei Sitze entfielen auf das Mouvement Rodriguais (MR) sowie die Organisation du Peuple Rodriguais (OPR), zwei lokale Parteien auf der Insel Rodrigues. Die Wahlbeteiligung betrug 81,5 Prozent. Zwei Tage nach der Wahl wurde Navin Ramgoolam, der bereits zwischen 1995 und 2000 Premierminister war, am 5. Juli 2005 zum zweiten Mal zum Premierminister ernannt. In seiner am 7. Juli 2005 vereidigten Regierung übernahm Premierminister Ramgoolam zugleich die Ämter als Verteidigungsminister und Innenminister, während Madan Dulloo abermals Außenminister wurde und Rama Sithanen Finanzminister. Am 17. März 2008 wurde Dulloo als Außenminister entlassen, woraufhin Premierminister Ramgoolam selbst kommissarischer Außenminister wurde.